# Pseudonautia estebanensis
Pseudonautia estebanensis är en insektsart som beskrevs av Marius Descamps 1983. Pseudonautia estebanensis ingår i släktet Pseudonautia och familjen Romaleidae. Inga underarter finns listade i Catalogue of Life.